# That Lucky Old Sun (A Narrative)
That Lucky Old Sun (A Narrative) ist ein Konzeptalbum von Brian Wilson, das am 10. September 2007 in London in der Royal Festival Hall uraufgeführt wurde. Fünf weitere Konzerte folgten ebenfalls in London, dazu trat er mit Band in Manchester auf. Ähnlich wie auf seiner Smile-Tournee wurde die Band auch dieses Mal von den Stockholm Strings And Horns unterstützt.
Das Album wurde am 29. August 2008 von Capitol Records als CD und Vinyl veröffentlicht.

## That Lucky Old Sun
Das Werk besteht aus normalen Songs sowie gesprochenen Passagen, welche musikalisch unterlegt sind. Das titelgebende Stück ist ein bekannter und häufig gecoverter Song von 1949, die übrigen Kompositionen stammen von Brian Wilson und seinem Bandkollegen Scott Bennett. Die Erzählungen, welche die Musik unterbrechen, wurden von Van Dyke Parks geschrieben.
Wilson will mit diesem Werk zu seinen Ursprüngen zurückkehren – zu Capitol Records bei der The Beach Boys ihre erfolgreichste Zeit in den 1960ern hatten. Das Album wurde als CD, DVD und Vinyl veröffentlicht.
"That Lucky old Sun" erreichte Platz # 21 in den US-Billboard-Album-Charts und Rang # 37 in England.

## Das Album als Live-Darbietung
Im September 2007 wurde Lucky Old Sun, im Rahmen der Wiedereröffnung der Royal Festival Hall, uraufgeführt. Zur besseren Untermalung der Musik wurde eine Bühnenshow konzipiert, welche auf einer Leinwand Bilder aus früheren Tagen der Beach Boys-Geschichte zeigt.
Im Januar 2008 stellte Brian Wilson mit seiner Band die Suite in Australien vor. Die Kritiken waren durchgehend positiv.

### Kritik
In den englischen Medien wurde die Premiere des Werkes sehr positiv, fast überschwänglich, aufgenommen und in ersten Reaktionen mit seinen Werken Pet Sounds und Smile (siehe Brian Wilson presents Smile) auf eine Stufe gestellt.

### Titelliste
1. That Lucky Old Sun (Beasley Smith/Haven Gillespie)
2. Morning Beat (Brian Wilson/Scott Bennett)
3. Narrative: Room with a View (Brian Wilson/Van Dyke Parks)
4. Good Kind of Love (Brian Wilson)
5. Forever She’ll Be My Surfer Girl (Brian Wilson/Scott Bennett)
6. Narrative: Venice Beach (Brian Wilson/Van Dyke Parks)
7. Live Let Live / That Lucky Old Sun (Reprise) (Brian Wilson/Van Dyke Parks)
8. Mexican Girl (Brian Wilson/Scott Bennett)
9. Narrative: Cinco de Mayo (Brian Wilson/Van Dyke Parks)
10. California Role / That Lucky Old Sun (Reprise) (Brian Wilson/Scott Bennett)
11. Narrative: Between Pictures (Brian Wilson/Van Dyke Parks)
12. Oxygen to the Brain (Brian Wilson/Scott Bennett)
13. Can’t Wait Too Long (vocal excerpt) (Brian Wilson)
14. Midnight’s Another Day (Brian Wilson/Scott Bennett)
15. That Lucky Old Sun (Reprise) (Beasley Smith/Haven Gillespie)
16. Going Home (Brian Wilson/Scott Bennett)
17. Southern California (Brian Wilson/Scott Bennett)

### Vorab veröffentlichte Lieder
- Midnight’s Another Day und Forever She’ll Be My Surfer Girl wurden in Demoform im August 2007 auf Brian Wilsons Homepage veröffentlicht[6]
- Live let Live wurde mit einem anderen Text aus der Feder von Van Dyke Parks auf dem Soundtrack zu Königreich Arktis veröffentlicht.[7]